# 昂代诺斯莱班
昂代诺斯莱班（法語：Andernos-les-Bains，法語發音：[ɑ̃dɛʁnɔs le bɛ̃] ⓘ）是法国吉伦特省的一个市镇，属于阿卡雄区。

## 地名
该地名“Andernos-les-Bains”发音为[ɑ̃dɛʁnɔs le bɛ̃]，“Andernos”中的字母“s”发音，《世界地名翻译大辞典》与《世界地名译名词典》将其误译作“昂代诺莱班”。

## 地理
昂代诺斯莱班（44°44'33"N, 1°5'25"W）面积20.01 平方千米，位于法国新阿基坦大区吉倫特省，该省份为法国西南部沿海省份，是法國本土面积最大的省，北起滨海夏朗德省，西临大西洋，南至朗德省，东南接洛特-加龍省，东临多爾多涅省。
与昂代诺斯莱班接壤的市镇（或旧市镇、城区）包括：阿雷斯、朗通。
昂代诺斯莱班的时区为UTC+01:00、UTC+02:00（夏令时）。

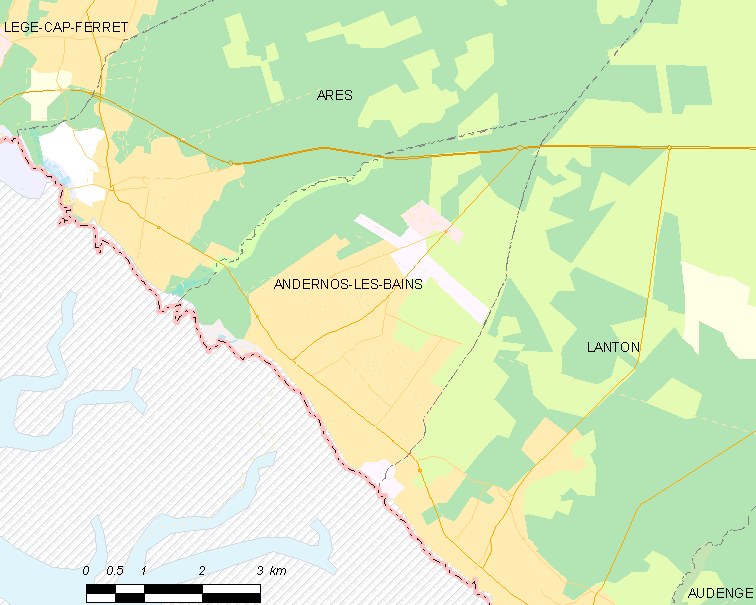
昂代诺斯莱班的OSM定位图

## 行政
昂代诺斯莱班的邮政编码为33510，INSEE市镇编码为33005。

## 政治
昂代诺斯莱班所属的省级选区为昂代诺斯莱班县。

## 人口

1962-2008年间昂代诺斯莱班人口变化图示

昂代诺斯莱班于2022年1月1日时的人口数量为12614人。